# John Sutton (Ökonom)

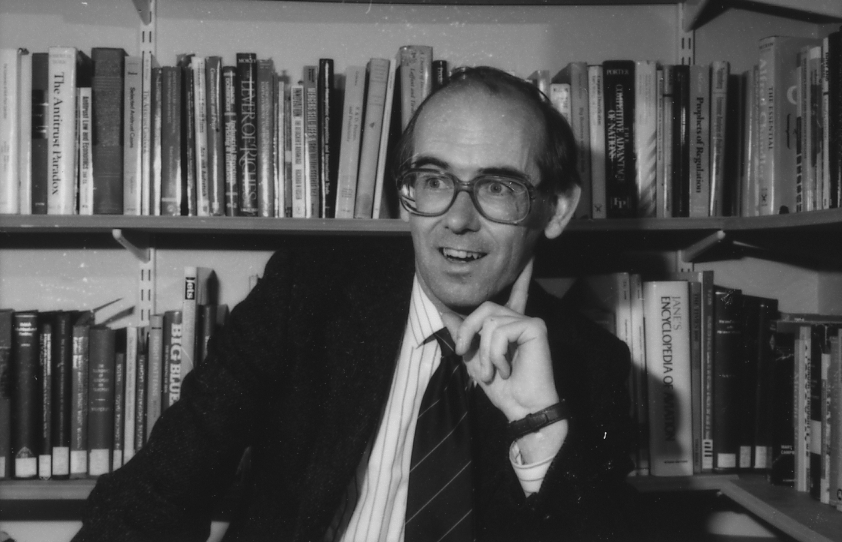
John Sutton, um 1977

John Sutton (* 10. August 1948 in Dublin, Irland) ist ein irischer Wirtschaftswissenschaftler und Hochschullehrer.

## Werdegang, Forschung und Lehre
Sutton studierte bis 1969 am University College Dublin, das er als Bachelor of Science in Physik und Mathematik abschloss. Anschließend machte er bis 1973 seinen Master of Science in Wirtschaftswissenschaften am Dubliner Trinity College, ehe er 1978 als Ph.D. an der University of Sheffield graduierte.
Bis 1977 Lecturer an der University of Sheffield, wechselte Sutton anschließend in derselben Funktion an die London School of Economics and Political Science. Dort stieg er zunächst zum Reader und später zum ordentlichen Professor auf. 1998 übernahm er den nach John Richard Hicks benannten Lehrstuhl für Wirtschaftswissenschaften. Seit 2000 arbeitet er parallel als Berater für die Weltbank und war zwischen 2001 und 2004 in beratender Funktion für den Präsidenten der Europäischen Kommission, Romano Prodi tätig. 2004 amtierte er als Präsident der Royal Economic Society. 1996 wurde er zum Mitglied der British Academy gewählt.
Suttons Schwerpunkte liegen im Bereich der Mikroökonomie sowie der Industrial Organization.